# Food, Inc.
Food, Inc. è un film documentario statunitense del 2008 diretto da Robert Kenner e candidato al premio Oscar nel 2010 come miglior documentario.

## Trama
Il film tratta il tema della produzione e del mercato alimentare, principalmente quella su grande scala, che esiste negli Stati Uniti.
Nel primo segmento del film si esamina la produzione industriale di carne (pollo, manzo e maiale), definita disumana, crudele con gli animali, economicamente ed ambientalmente insostenibile. Il secondo segmento guarda alla produzione industriale di cereali e verdure (soprattutto mais e fagioli di soia). Il terzo ed ultimo segmento del film parla del potere economico e giuridico, come ad esempio le leggi alimentari sulla diffamazione delle aziende alimentari più importanti, i profitti delle quali sono basati sulla fornitura di cibo a buon mercato, ma contaminato, l'uso massiccio di sostanze chimiche derivate dal petrolio e la promozione di abitudini malsane di consumo alimentare, da parte del pubblico USA.

## Riconoscimenti
- 2009 - Gotham Awards
  - Miglior documentario
- 2009 - Southeastern Film Critics Association Awards
  - Miglior documentario
- 2009 - Washington DC Area Film Critics Association Awards
  - Miglior documentario